# Daedalea
Genre
Daedalea, la Dédalée, est un genre de champignons basidiomycètes de la famille des Fomitopsidaceae. Le genre a été nommé d'après Dédale, le créateur légendaire du labyrinthe de Minos, en référence à l'aspect enchevêtré de leur hyménium.
Le genre comprend 11 espèces d'après Catalogue of Life  ; l'espèce-type et la plus commune est la dédalée du chêne.

## Liste des espèces
- Daedalea dickinsii
- Daedalea quercina